# State of Play
State of Play is een politieke thriller onder regie van Kevin Macdonald, die in première ging op 17 april 2009. De film is gebaseerd op de gelijknamige miniserie uit 2003 van de BBC.

## Verhaal
De film speelt zich af in Washington, D.C. en vertelt het verhaal van Stephen Collins, een Amerikaans congreslid dat van plan is zich verkiesbaar te stellen bij de opkomende presidentsverkiezingen. Zijn campagne wordt in gevaar gebracht wanneer zijn voormalige minnares dood wordt aangetroffen. Haar doodsoorzaak is onduidelijk en er lijkt een enorm mysterie omheen te schuilen. Zijn grootste rivaal maakt gebruik van dit schandaal om Stephens politieke carrière te verwoesten. Ondertussen overlijden meer mensen op mysterieuze wijze. Journalist en Collins' voormalige huisgenoot Cal McCaffrey voelt zich genoodzaakt de zaak op zich te nemen en probeert te ontrafelen wie verantwoordelijk is voor al de moorden.

## Rolverdeling
| Acteur            | Personage       | Opmerkingen |
| ----------------- | --------------- | --- |
| Russell Crowe     | Cal McCaffrey   | McCaffrey staat symbool voor de oorspronkelijke journalist, die tot alles in staat is om de waarheid boven water te krijgen.                               |
| Ben Affleck       | Stephen Collins | Collins is een congreslid dat niets liever wil dan president worden. Zijn kansen lijken te vergaan wanneer een voormalig minnares dood wordt aangetroffen. |
| Helen Mirren      | Cameron Lynne   | Lynne is de meedogenloze redactrice van de Washington Globe, de krant die de moorden onderzoekt.                                                           |
| Rachel McAdams    | Della Frye      | Frye is een weblogger die een carrière probeert te maken als politieke verslaggeefster.                                                                    |
| Jason Bateman     | Dominic Foy     | De biseksuele promotor voor een club die informatie bezit waar McCaffrey op uit is.                                                                        |
| Robin Wright Penn | Anne Collins    | Collins is de vervreemde echtgenote van Stephen die een affaire krijgt met McCaffrey.                                                                      |
| Jeff Daniels      | George Fergus   | |
| Michael Weston    | Hank            | |

## Productie

### Ontstaan
De film is gebaseerd op de gelijknamige Britse miniserie en werd tussen mei en juni 2003 uitgezonden op BBC One. In Nederland werd de zesdelige serie in 2004 uitgezonden op Nederland 3. Paul Abbott schreef de miniserie en wilde in eerste instantie niet dat er een meer beknopte filmversie van gemaakt zou worden. In mei 2004 verkocht hij deze toch, toen hij een bedrag van zeven cijfers van de filmstudio Paramount Pictures accepteerde. Hij droeg de rechten over aan filmproducent Scott Rudin. De filmstudio Universal Pictures had echter ook interesse en bood meer geld op een veiling. Uiteindelijk verkregen ze in december 2004 de rechten.
Hoewel kort werd overwogen, scenarioschrijver Matthew Michael Carnahan voor te stellen om met deze film zijn regiedebuut te maken, werd Kevin Macdonald aangewezen als de regisseur van de film. Macdonald vertelde een grote fan te zijn van de miniserie en gaf toe dat het moeilijk zou zijn deze te evenaren. Hij liet los dat hij met de film een ode aan de politiek en journalistiek wil brengen en mensen ertoe wil aanzetten, vaker de krant te lezen. Ook wilde hij in beeld brengen hoe gevaarlijk het kan zijn om journalist te zijn. Carnahan werkte met Macdonald aan het script, maar was genoodzaakt zich terug te trekken toen zijn dochter ernstig ziek werd. Tony Gilroy nam zijn werk over, maar vertelde dat Carnahan het grootste gedeelte al had uitgewerkt. Ook Peter Morgan en Billy Ray werkten mee aan het tot stand brengen van het script.
De film is via de filmmaatschappij Working Title Films gedistribueerd door Universal Pictures. Eric Fellner, Tim Bevan, Andrew Hauptman, Eric Hayes en E. Bennett Walsh zijn filmproducenten van Working Title Films die medewerken aan de film. Abbott dient ook als uitvoerend producent, samen met Liza Chasin en Debra Hayward. De film zou in het najaar van 2008 uitgebracht worden, maar werd na verschillende soorten  oponthoud verschoven naar april 2009. De studio hoopt dat een lange speelduur en een lak aan focus op thema's gunstig zal werken voor de opbrengsten van de film. Hier werd extra over nagedacht, gezien de opbrengsten van politieke films uit 2007 en 2008 teleurstellend waren.

### Acteurs
In eerste instantie werd Brad Pitt geselecteerd in de rol van de journalist Cal McCaffrey. Op 12 oktober 2006 werd aangekondigd dat hij de hoofdrol zou spelen. Hij vertelde de rol te hebben geaccepteerd omdat hij graag wilde samenwerken met Macdonald. Hij raakte onder de indruk van de regisseur nadat hij zijn documentaire Touching the Void (2003) zag. Pas in augustus 2007 werd zijn bijdrage bevestigd, toen Tony Gilroy het script naar zijn wensen herschreef. Samen met Macdonald bezocht hij in september 2007 het thuisstation van de The Washington Post om extra onderzoek te doen voor de film.
Pitt wilde nog enkele wijzigingen aanbrengen aan het script, maar wegens de schrijverstaking was er geen scenarist beschikbaar om dit te doen. Om die reden verliet hij in november 2007 het project. Omdat de opnamen al snel van start zouden gaan, lieten bazen van Universal Studios los te overwegen Pitt aan te klagen. Als de studio niet in staat was binnen een maand een vervanger te vinden, hadden ze het recht de acteur aan te klagen wegens contractbreuk. Johnny Depp en Russell Crowe werden benaderd en Crowe kreeg uiteindelijk de rol.
Macdonald reisde speciaal naar Australië om Crowe de rol aan te bieden. Zijn medewerking veroorzaakte enkele conflicten. Crowe was op dat moment bezig met voorbereidingen voor Nottingham (2009, waarvoor hij genoodzaakt was zijn haar te laten groeien. De rol die hij in State of Play speelt heeft dit echter niet, waardoor hij elke dag drie uur moest besteden om dit te verbergen. Om zich voor te bereiden op zijn rol, volgde Crowe een opleiding bij The Washington Post. Donna Langley, een voorzitter van Universal Studios, vertelde dat Crowe de film heel natuurlijk speelde en de film in een andere richting bracht dan Pitt zou hebben gedaan.
In september 2007 werd aangekondigd dat acteur Edward Norton de rol van Stephen Collins op zich zou nemen. Hij kreeg echter conflicten met zijn schema toen Pitt het project verliet en de opnamen werden uitgesteld. Deze werden verschoven naar een periode waarin Norton verplichtingen had aan het filmproject Leaves of Grass (2009). Hij vroeg Universal Pictures om hem los te laten van zijn contract. In tegenstelling tot Pitt verliet Norton in december 2007 de film zonder conflicten. Hij werd onmiddellijk vervangen door acteur Ben Affleck. Om zich voor te bereiden bezocht Affleck het Capitool in Washington.
In september 2007 werden Helen Mirren, Rachel McAdams en Robin Wright-Penn toegevoegd aan de acteurs. Mirrens bijdrage aan de film werd in gevaar gebracht toen Pitt het project verliet en de opnamen naar achteren werden geschoven. Mirren had namelijk ook verplichtingen aan Love Ranch (2009), waaraan ze vanaf maart 2008 beschikbaar moest zijn. Mirren wist haar schema echter zo aan te passen dat ze State of Play niet hoefde te verlaten. Niet veel later werd ook Jason Bateman bevestigd als acteur.

### Opnamen
De opnamen van de film vonden plaats tussen 11 januari 2008 en 6 april 2008. Deze stonden eerder gepland in november 2007, maar werden teruggeschoven toen Pitt onverwachts het project verliet.